# Shikabala
Mahmoud Abdel Razek Fadlallah (arabisch محمود عبد الرازق فضل الله, DMG Maḥmūd ʿAbd ar-Rāziq Faḍl Allāh), bekannt als Shikabala (شيكابالا / Šīkābālā; * 5. März 1986 in Assuan), ist ein ägyptischer Fußballnationalspieler. Er spielt auf den Positionen zentraloffensives Mittelfeld, hängende Spitze und rechtes Mittelfeld.

## Leben
Sein Spitzname ist Shika-Mazika, aufgrund seines trickreichen Spiels und der Weitschüsse. Nach drei Jahren bei seinem Heimatverein Zamalek SC spielte er für ein Jahr in der Saison 2005/2006 beim griechischen Erstligisten PAOK Thessaloniki. Bei einem Spiel gegen die Mannschaft von Police Union erzielte er das Tor des Jahres 2008 in Ägypten, als er aus 52 Metern in den Torwinkel traf. 2010 wurde er Afrika-Meister. Er hatte in der Nationalmannschaft einen Einsatz gegen Mosambik. In der Saison 2009/10 schoss er insgesamt sieben Tore für seinen Club Zamalek SC.
Er war Teil des ägyptischen Kaders bei der Fußballweltmeisterschaft 2018 in Russland, in der Ägypten in der Gruppenphase nach Niederlagen gegen Russland, Uruguay und Saudi-Arabien als letzter der Gruppe A ausschied. Er kam jedoch zu keinem Einsatz.